# Konrad Hirsch

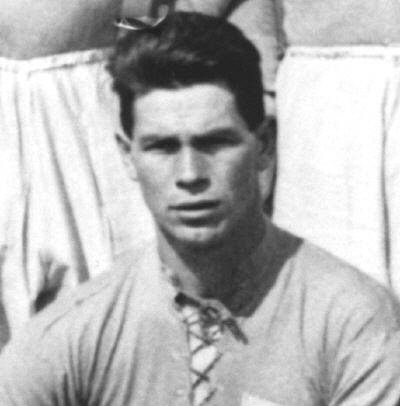
Konrad Hirsch (1924)

Konrad Emanuel Nikolaus Hirsch (* 19. Mai 1900 in Eidskog, Norwegen; † 17. November 1924 in Surte, Schweden) war ein schwedischer Fußball- und Bandyspieler. Er bestritt 1924 zwei Länderspiele für die schwedische Fußballnationalmannschaft und gewann mit der Landesauswahl bei den Olympischen Spielen im selben Jahr die Bronzemedaille.

## Werdegang
Hirsch spielte Fußball für GAIS Göteborg. Mit dem Klub spielte er zunächst in der Svenska Serien und empfahl sich für die schwedische Nationalmannschaft. Am 18. Mai 1924 kam er zu seinem Debüt im Nationaljersey, als er beim 5:1-Erfolg über die polnische Landesauswahl an der Seite von Spielern wie Albin Dahl, Sven Rydell und dem anderen Debütanten von GAIS Torsten Svensson auflief. Bei den Olympischen Spielen im selben Jahr gehörte er dem Kader der Landesauswahl an, gehörte aber nicht zur Stammformation, die das Halbfinale erreichte und dort an der Schweiz scheiterte. Erst beim Spiel um den dritten Platz gegen die niederländische Nationalmannschaft am 8. Juni stand er in der Startformation und kam zu seinem zweiten Länderspieleinsatz. Da das Spiel mit 1:1 unentschieden endete, war ein Wiederholungsspiel nötig. Beim 3:1-Sieg der Schweden im zweiten Aufeinandertreffen mit den Niederländern am nächsten Tag, der den Gewinn der Bronzemedaille bedeutete, wirkte Hirsch jedoch nicht mit. Nachdem Hirsch sich mit GAIS für die 1924 gegründete Allsvenskan qualifiziert hatte, kam er dort zum Einsatz. Allerdings brachte er es nur auf neun Spiele in der schwedischen Eliteserie, ehe er im Alter von nur 24 Jahren an einer Meningitis verstarb.
Neben seiner Karriere als Fußballspieler betätigte sich Hirsch auch als Bandyspieler. Wie Filip Johansson, Gunnar Söderbom und weitere Göteborger Fußballspieler tat er dies beim Surte IS.